# Il club dei mostri
Il club dei mostri (The Monster Club) è un film del 1981 diretto da Roy Ward Baker e suddiviso in 3 episodi.
Appartiene al genere horror-humour. Tra gli interpreti, Vincent Price, John Carradine, James Laurenson e Donald Pleasence.

## Trama
Lo scrittore di romanzi horror Chetwynd-Hayes incontra il vampiro Eramus: questi, dopo avergli succhiato il sangue, per sdebitarsi lo invita al suo esclusivo club, i cui soci sono mostri del cinema. Durante la spiegazione dell'albero genealogico dei mostri, Eramus introduce lo scrittore nel suo mondo di orrore raccontandogli tre storie:

### Episodio 1
Un distinto e triste signore inglese di nome Raven cela un tremendo segreto: egli è uno Shadmock, un essere in grado di incenerire chiunque lo inganni o gli procuri infelicità con le vibrazioni del suo fischio. Per questo è definito Fischiamorte. Lo Shadmock assume una ragazza come segretaria, ma la ragazza, con la collaborazione del fidanzato, cerca di derubarlo. La punizione sarà tremenda: Raven le carbonizzerà il volto.

### Episodio 2
Un bonario vampiro è fatto oggetto di caccia da parte di una squadra antivampiri comandata da un sanguinario poliziotto. Ma sarà proprio quest'ultimo, vampirizzato, a finire ucciso dai suoi stessi agenti.

### Episodio 3
Sam è un regista alla ricerca di un villaggio in cui poter ambientare un film horror: sfortunatamente, la sua ricerca lo porta in uno sperduto villaggio della campagna inglese popolato dai discendenti di un gruppo di Ghouls, mangiatori di morti installatisi lì secoli prima. Appena arrivato, dopo un breve dialogo con un sinistro locandiere, cerca di andare via ma la sua Porsche viene sabotata e l'uomo si ritrova intrappolato.
Miracolosamente sfuggito grazie all'aiuto di Luna, una Ghouls che vuole andarsene dal villaggio ma che verrà uccisa nella fuga, avrà la sfortuna di trovare un passaggio proprio da due Ghouls travestiti da poliziotti che lo riportano al villaggio in attesa che arrivino i capi.
Finiti i tre racconti i mostri si lamentano che tra loro ci sia un umano ma Eramus elenca le qualità dell'uomo in modo convincente: avido, malvagio, egoista, subdolo, assassino a livello globale e inventore di terribili strumenti di morte e tortura. Lo scrittore viene dunque accettato nel club e il segretario si congratula dicendo: "Mi scusi, non avevo afferrato che lei possedesse tanto talento!".

## Curiosità
Si tratta dell'ultimo film diretto da Baker, come pure dell'ultimo prodotto dalla Amicus.
La colonna sonora del primo episodio include la celebre Pavane di Gabriel Fauré.
Nel terzo episodio il locandiere del paese immerso nella nebbia è interpretato da Patrick Magee.
Si tratta dell'unico film della sua carriera in cui Vincent Price abbia interpretato un vampiro.
L'edizione italiana, solo televisiva e home video in quanto il film non uscì mai nei cinema, ha il doppiaggio curato dalla CVD.